# Харківський бронетанковий завод
Державне підприємство «Харківський бронетанковий завод» (ХБТЗ) — підприємство, яке спеціалізується на здійсненні капітальних ремонтів і модернізації танків Т-64, Т-80, Т-72 і танкових двигунів 5ТДФ і ГТД-1250. Завод також здійснює ремонт танкових прицілів, лазерних далекомірів і комплексу керованого озброєння. До моменту розпаду СРСР завод здійснював капремонт близько 60 танків і 55 двигунів на місяць.

## Напрями діяльності
- ремонт і модернізація бронетанкової техніки;
- виробництво бойових машин: БМП-55, БМП-64, БМП-К-64, легкого штурмового автомобіля;
- виробництво спецтехніки: гусеничної пожежної машини ГПМ-64, мостового танку МТ-64, тракторів ПТ-14, ПТ-14С;
- виробництво дистанційно керованих бойових модулів: БМ-125, ГШ-23Л, «Блик-2», «Утес-1»;
- виробництво автономних енергоагрегатів: АЕА-5, АЕА-10.

## Діяльність в складі ОПК України
«Харківський бронетанковий ремонтний завод» — входить до складу ДК «Укроборонпром». Тривалий час підприємство мало невеликий штат і було значною мірою занедбане.
23 березня 2011 року, ДП «Харківський бронетанковий ремонтний завод» уклало контракт на модернізацію танків Т-72. 
17 квітня 2013 року, ДП «Харківський бронетанковий ремонтний завод» представив нову бойову платформу, уніфіковану з танком Т-80 і БМ «Оплот». Уніфікація стосувалася двигуна з обслуговуючими системами, трансмісії, ходової частини та електрообладнання.
Платформа оснащена двигуном 6ТД-2Е потужністю 1200 к.с. і дозволяє забезпечити високий базовий рівень захисту.

## Робота на Державне оборонне замовлення
У вересні 2014 року, в ДП «Харківський бронетанковий ремонтний завод» на зберіганні знаходилось 585 танків.
В 2014 році, з початком війни на Сході України, ДП «Харківський бронетанковий ремонтний завод» в рамках ДОЗ отримав значні замовлення. Відновлені танки Т-64 взяли участь в цілому ряду боїв. Відновлення танків Т-80 здійснювалося, починаючи з квітня 2015 року та вони були направлені в новостворені танкові роти в складі бригад ДШВ ЗС України.
Проводилися роботи по доведенню розробки БМПВ-64 до серійного зразка.
Завдяки цьому було відновлено ряд робочих приміщень та адмінбудівель. Розпочалася комп'ютеризація управлінської діяльності та виробничого процесу. Територія заводу була взята під серйозну охорону, дірки в парканах були закриті, здійснюється відеонагляд.
Робота заводу здійснюється в 2 зміни і завод планує повернутися до виконання експортних замовлень.
Повідомляється, що в період з початку бойових дій на сході України до 15 липня 2015 року завод відремонтував понад 50 танків.
Понад 50 відновлених та модернізованих танків Т-80БВ та Т-64Б(б1)В завод передав Збройним силам України у 2015 році.
В лютому 2019 року підприємство почало модернізацію танків Т-80УД до рівня Т-84У «Оплот». Кількість танків, які підлягають такій модернізації не розкривалася, проте відомо, що це є досить великий контракт, над яким підприємство буде працювати декілька років.
Навесні 2021 року, згідно повідомлення ДК «Укроборонпром», ДП «Харківський бронетанковий ремонтний завод» відвантажило ЗС України партію танків Т-64, які пройшли капітальний ремонт з елементами глибокої модернізації. Таким чином, завод достроково завершив виконання контракту в рамках ДОЗ за 2021 рік за умов обмеженого фінансування.
На початку 2022 року завод отримав контракт на модернізацію командирських танків Т-64БВК для Збройних Сил України. При цьому кількість танків та терміни виконання контракту названі не були.

## Керівники
- 2021-2023  — Сметанін Герман Володимирович[8]